# Титаны (телесериал)
Титаны (англ. Titans) — американская прайм-тайм мыльная опера, которая транслировалась на телеканале NBC с 4 октября 2000 по 18 декабря 2000 года. Снятый Аароном Спеллингом, сериал, изначально позиционировался как «Династия» нового тысячелетия, пытавшаяся подражать и повторить успех успешного шоу восьмидесятых, однако из-за низких рейтингов NBC пришлось закрыть сериал ещё до завершения показа первого сезона.

## Обзор
В центре сюжета находилось богатое и враждующее между собой семейство Уильямсов, авиационный магнат Ричард Уильямс, его бывшая жена Гвен, живущая в доме напротив, и текущая молодая жена Хизер. Сюжет начинается с того, что Чандлер Уильямс, сын Ричарда и Гвен, возвращается в город из-за того, что его мачеха Хизер, беременна от него. Вскоре его коварный брат Питер узнает о его романе с Хизер и начинает их шантажировать.

## Актёры и персонажи
- Перри Кинг — Ричард Уильямс
- Виктория Принсипал — Гвендолин «Гвен» Уильямс
- Каспер Ван Дин — Чандлер Уильямс
- Ясмин Блит — Хизер Лэйн-Уильямс
- Джон Бэрроумен — Питер Уильямс
- Джози Дэвис — Лорен «Лори» Уильямс
- Элизабет Богуш — Дженнифер «Дженни» Уильямс
- Лурдес Бенедикто — Саманта Санчес
- Инго Радемахер — Дэвид О’Коннор
- Джейсон Джордж — Скотт Литтлтон
- Кевин Зегерс — Итан Бенчли
- Джек Вагнер — Джек Уильямс